# Főnyed
Főnyed é um município da Hungria, situado no condado de Somogy. Tem 5,73 km² de área e sua população em 2019 foi estimada em 79 habitantes.